# Luigi Pezzana
Luigi Pezzana (Verona, 1814 – Firenze, 1894) è stato un attore teatrale italiano.
Primo attore dal 1838, sposò Carlotta Polvaro, che morì nel 1851; dopo la morte della moglie Pezzana divenne capocomico. Caratterista dal 1860 in giro per il mondo, negli ultimi anni gestì una compagnia teatrale.